# Вичавки (село)
Ви́чавки — село в Україні, у Демидівській селищній громаді Дубенського району Рівненської області. Населення становить 186 осіб.

## Назва
Село

## Географія

### Розташування
Село розташоване на лівому березі річки Стир.

### Екологія

#### Орнітологічний заказник місцевого значення «Урочище Вичавки»
Детальніше Урочище «Вичавки»
Створений рішенням Рівненського облвиконкому № 343 від 22.11.1983 року. Заказник розташований на території Хрінницької сільської ради поблизу с. Вичавки, у заплаві р. Стир, на місці колишньої торфовиробки. Площа 40 га. Торфовиробки місцями заповнені водою. Урочище характеризуються типовою для заплави рослинністю. Це місце гніздування водоплавних птахів, зокрема качок, лиски, курочки водяної. Трапляються тут також ондатри та бобри.

#### Заповідне болотне урочище «Маївка»
Детальніше Урочище «Маївка»
Заповідне урочище створене для збереження водно-болотних комплексів заплави р. Стир. Тут трапляються пальчатокорінник м'ясочервоний (Червона книга України), родовик лікарський, болотне різноманіття.

## Історія

### Археологічні знахідки
В околицях села знайдено два срібних римських денарії ІІ ст. За 0,5 км на захід від села, в урочищі Могилки, праворуч від дороги до с. Боремель — давньоруський курганний могильник, що складався з 36 насипів. У 1898 р. К. М. Мельник розкопала сім курганів. Біля кістяків були знайдені срібні прикраси.

### Російський період
19 ст

Село на польській карті 1924 року

У 1906 році село Боремельської волості Дубенського повіту Волинської губернії. Відстань від повітового міста 42 верст, від волості 4. Дворів 68, мешканців 407.
7 (20) листопада 1917 року, відповідно до Третього Універсалу Української Центральної Ради, увійшло до складу Української Народної Республіки.

### Незалежна Україна
12 червня 2020 року, відповідно до розпорядження Кабінету Міністрів України № 722-р від «Про визначення адміністративних центрів та затвердження територій територіальних громад Рівненської області», увійшло до складу Демидівської селищної громади Демидівського району.
19 липня 2020 року, в результаті адміністративно-територіальної реформи та ліквідації Демидівського району, село увійшло до складу Дубенського району.

## Населення
За переписом населення України 2001 року в селі мешкало 214 осіб.

### Мова
Розподіл населення за рідною мовою за даними перепису 2001 року:
| Мова       | Відсоток |
| ---------- | -------- |
| українська | 97,18 %  |
| російська  | 2,82 %   |

## Транспорт
Село має автобусне сполучення з районним і обласним центрами, курсує маршрутне таксі «Вичавки — Рівне».

## Культура
В селі діє початкова школа.